# Hua Mulan
För andra betydelser, se Mulan.
Hua Mulan (花木蘭, Huā Mùlán) är en berättelse om flickan Hua Mulan i en gammal kinesisk folkdikt, känd som "Mulans Ballad" (木蘭辭).
Historien berättar om flickan Hua Mulan som förklär sig till man för att ta sin åldrande fars plats i den kinesiska armén. Många år av krigstjänstgöring rinner förbi och med sitt avgångsbesked får hon ett brev från kejsaren som erbjuder henne ett välbetalt arbete inom armén. Dock föredrar Mulan att istället återvända till sin familj. När sedan hennes militärkolleger besöker henne får de en chock när de upptäcker att Mulan egentligen är en kvinna. Dikten slutar med att en honhare (Mulan) och en hanhare (hennes kompanjoner) springer sida vid sida, och att berättaren frågar om man kan se någon skillnad på dem.   
I århundraden har det debatterats huruvida Mulan har funnits eller ej. Enligt tidiga källor skulle hon ha levt under Norra Weidynastins tid (386 - 534). Dikten skulle ha blivit nedtecknad några århundraden senare. Enligt en annan version var Mulan en konkubin till kejsaren Yang, som regerade 604-617.
Mu-lan betyder rosenmagnolia, Magnolia liliiflora.

## Film
Walt Disney Pictures film Mulan från 1998 är lätt baserad på dikten, men där har Mulan fått namnet Fa Mulan istället för Hua Mulan. Det dröjer inte många år innan soldaterna upptäcker att Mulan är en kvinna i Disneys version. Hon byter även ut sitt namn till Ping, så att folk ska tro att hon är en man.